# Bucorve du Sud
Bucorvus leadbeateri
Espèce
Synonymes
- Bucorvus cafer

Statut de conservation UICN

 VU A4bcd : Vulnérable
Le bucorve du Sud (Bucorvus leadbeateri), également appelé grand calao terrestre, est une espèce d'oiseau d'Afrique appartenant à la famille des Bucorvidae. On le connaît également sous le nom de calao caffre.

## Description
C'est un grand oiseau, de 90 à 129 cm de long et pesant de 2,2 à 6,2 kg, le mâle étant considérablement plus grand que la femelle. Il se caractérise par son plumage noir et les vives taches rouges de la peau nue sur le visage et la gorge (en jaune sur les jeunes). Les pointes blanches des ailes (rémiges primaires) vues en vol sont un autre moyen d'identification. Le bec, noir et droit, présente un casque, plus développé chez les mâles. La femelle est plus petite et a la peau de la gorge bleu-violet. Il a également comme particularité de posséder des cils.

## Répartition
On le trouve du nord de la Namibie et de l'Angola au nord de l'Afrique du Sud au Burundi et au Kenya.

## Habitat
Il vit dans les savanes, les forêts et les prairies. C'est une espèce vulnérable, essentiellement confinée dans les réserves et les parcs nationaux. Leurs nids sont souvent situés en hauteur dans des cavités d'arbres ou dans d'autres cavités peu profondes, telles que des trous de rochers dans les falaises. Le bucorve du Sud est un reproducteur coopératif obligatoire ; chaque couple reproducteur est toujours aidé par au moins deux autres oiseaux. Les oiseaux qui n'ont pas six ans d'expérience en tant qu'aides au nid sont incapables de se reproduire avec succès s'ils deviennent des reproducteurs. Cela suggère que les couples sans aide ne peuvent pas élever de jeunes et que l'aptitude à aider en tant que juvénile est essentielle pour élever des jeunes à l'âge adulte.
Le nom latin de l'espèce Bucorvus leadbeateri commémore le taxidermiste et négociant en histoire naturelle britannique, Benjamin Leadbeater (1760-1837).

## Mode de vie
Il vit en groupes de 5 à 10 individus adultes et juvéniles. Souvent, des groupes de voisins s'affrontent en bataille aérienne. Ils vivent sur le sol où ils se nourrissent de reptiles, grenouilles, escargots, insectes et mammifères jusqu'à la taille des lièvres.
Les jeunes sont dépendants des adultes jusqu'à 6 à 12 mois. Ils n'atteignent pas la maturité sexuelle avant 4-6 ans, et commencent à se reproduire vers 10 ans. Le bucorve du Sud vit de 50 à 60 ans, et jusqu'à 70 ans en captivité

## Galerie

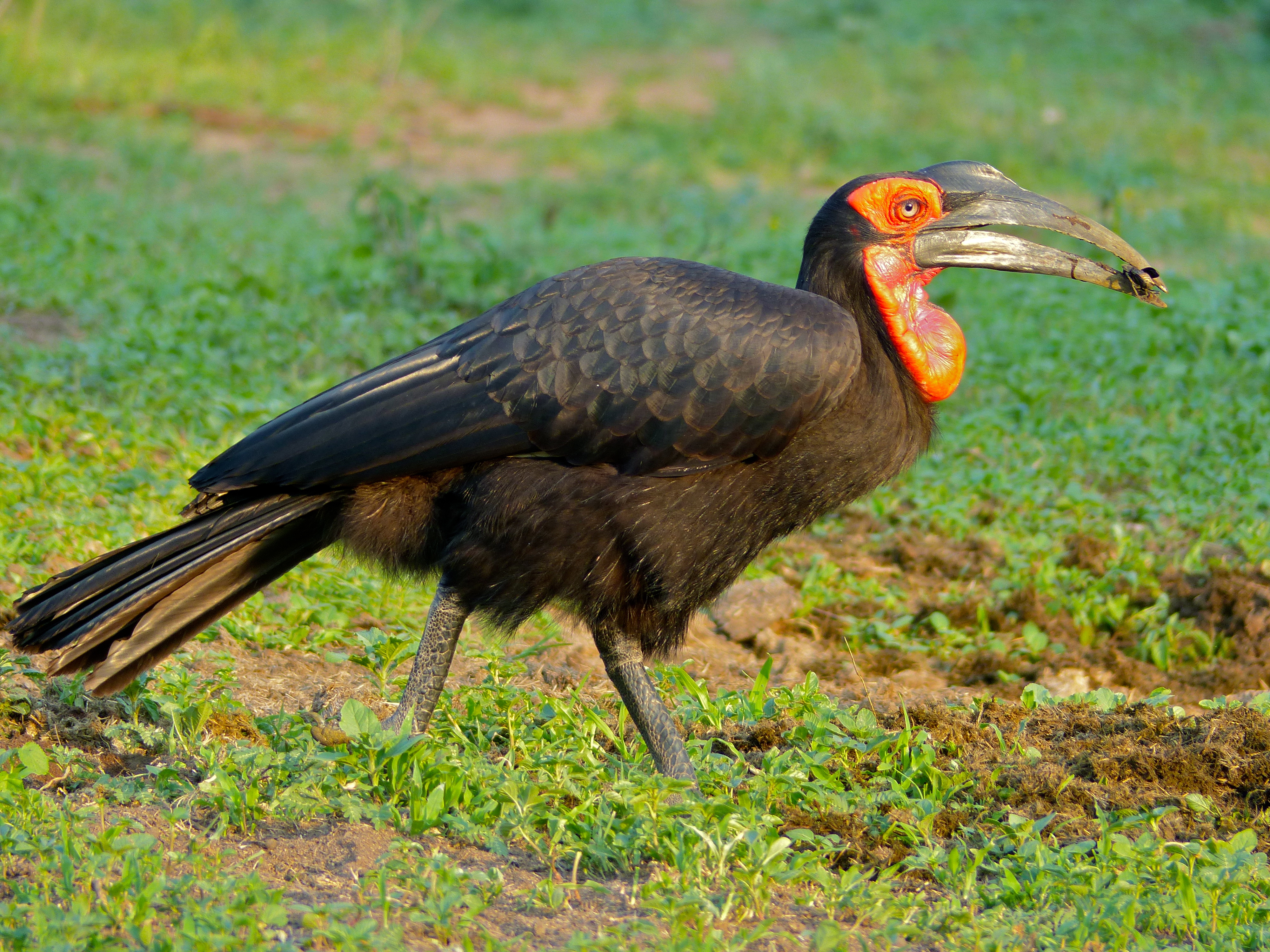
Mâle
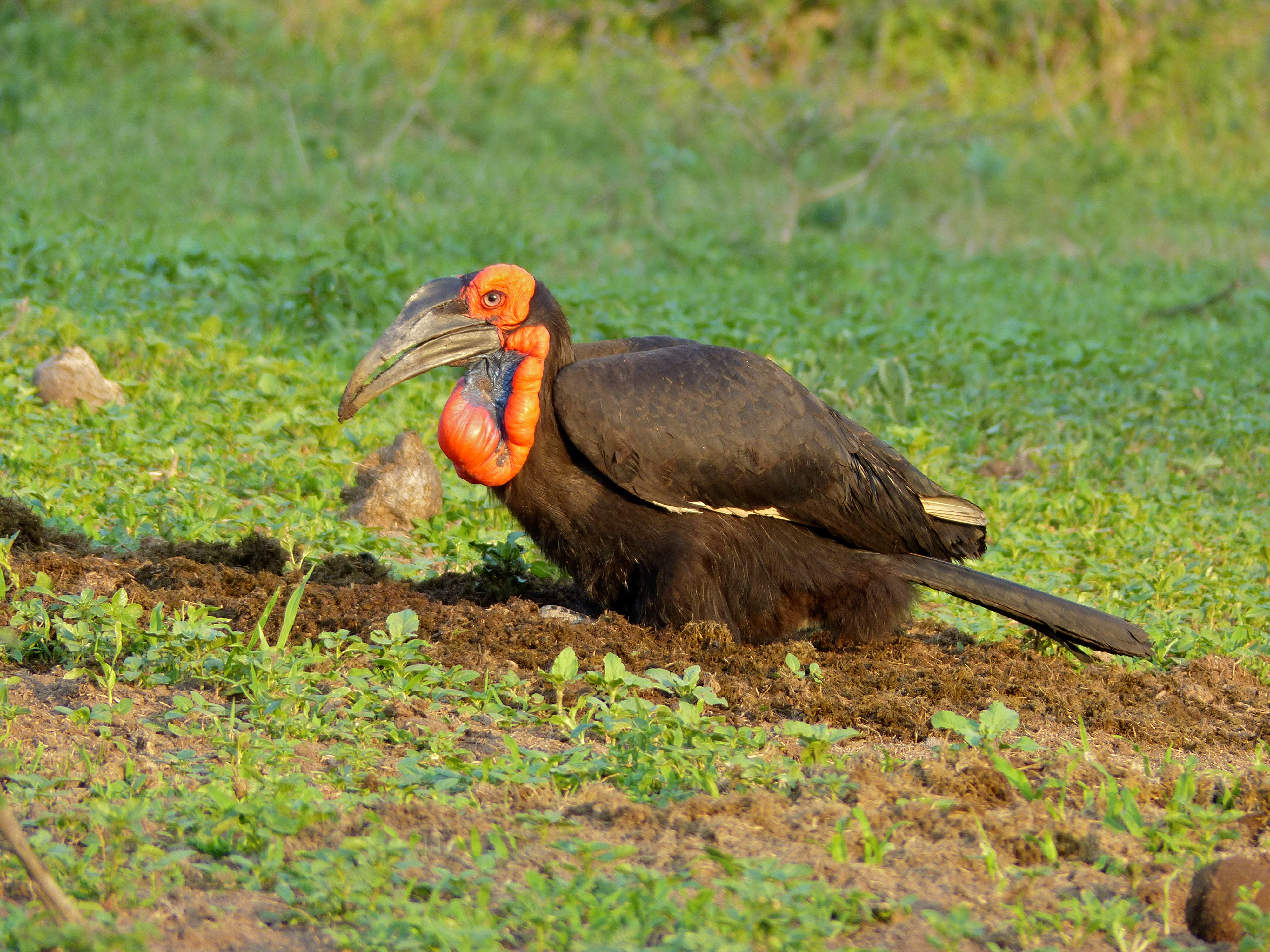
Femelle
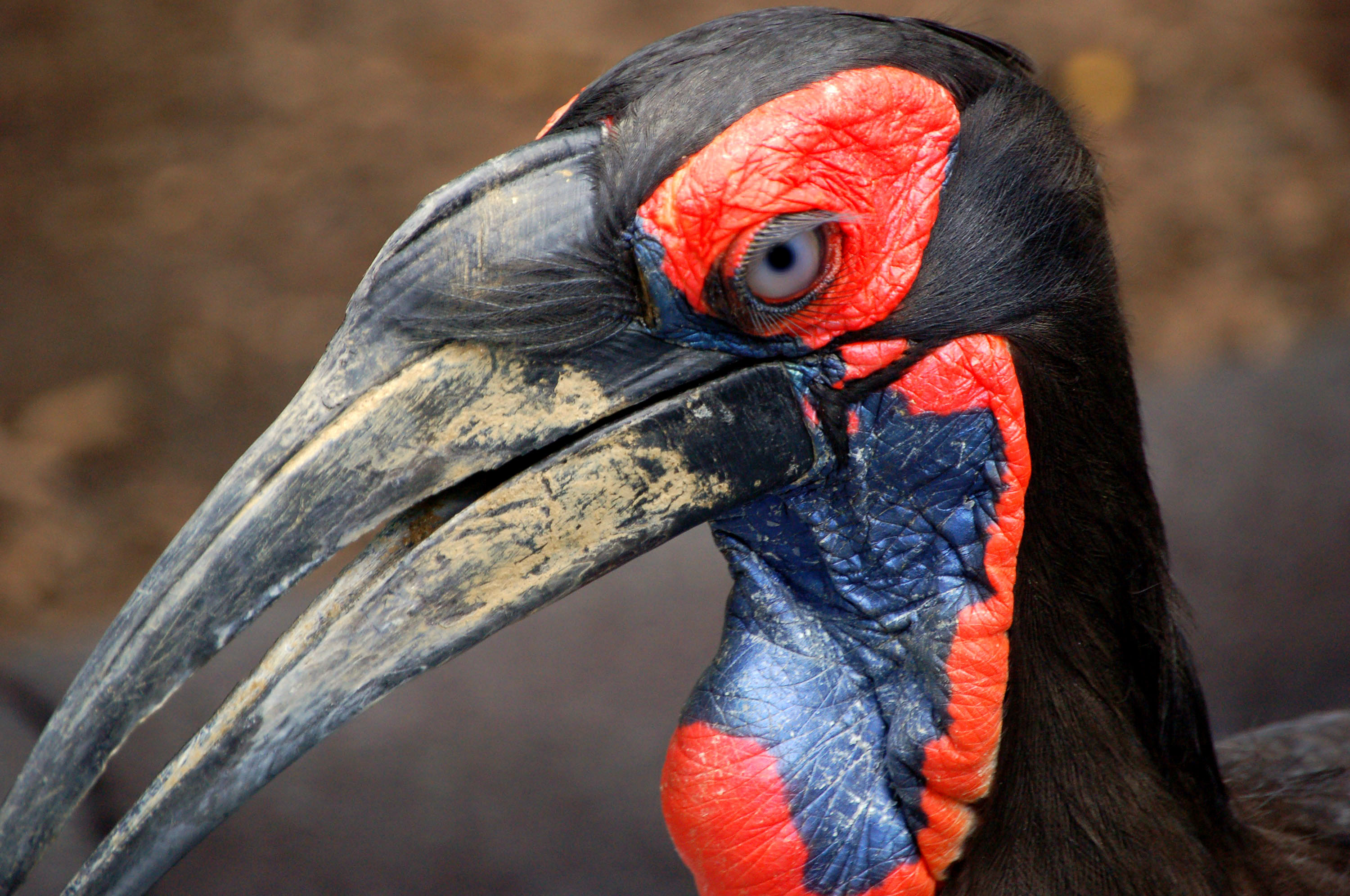
Femelle
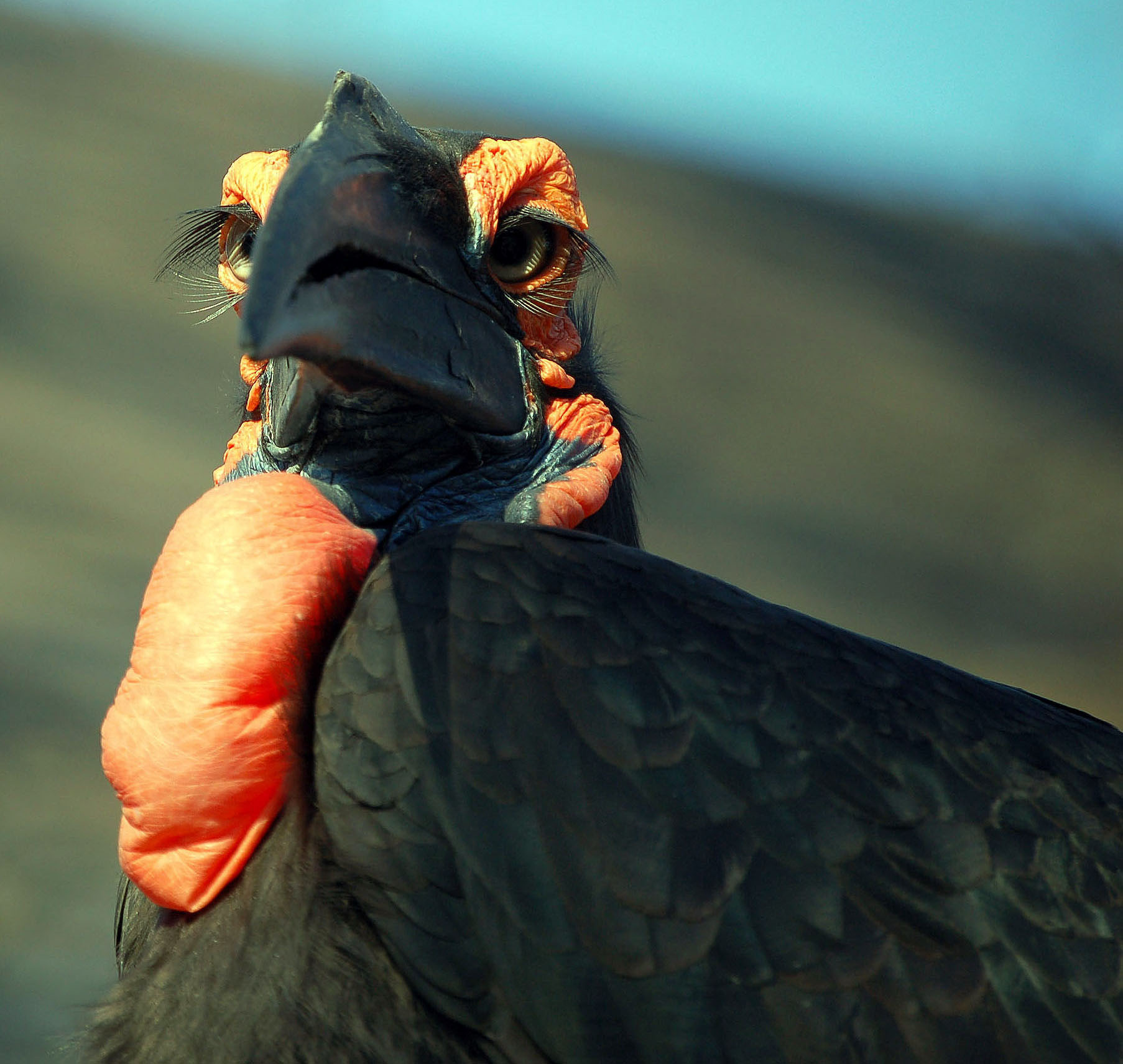
Juvénile
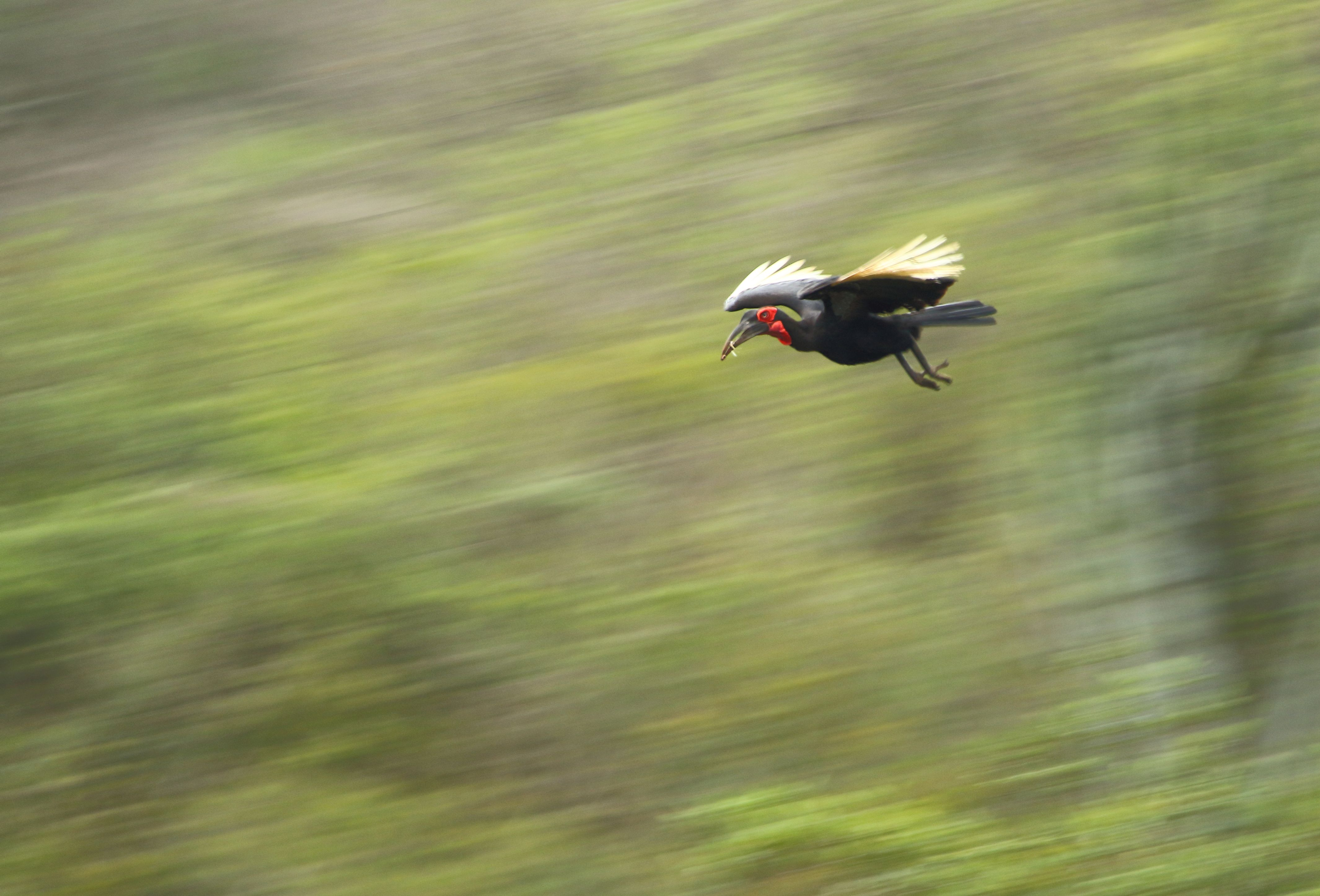
En vol.